# Salim Cissé
Salim Cissé (Conakry, 24 december 1992) is een Guinees voetballer die bij voorkeur als aanvaller speelt. Hij verruilde in 2013 Académica Coimbra voor Sporting CP.

## Clubcarrière
Cissé begon op zijn achttiende met voetballen. In 2011 kwam hij als politieke vluchteling in Italië terecht met zijn familie. Hij sloot zich aan bij de Italiaanse voetbalclub AC Arezzo. In juli 2012 tekende hij een driejarig contract bij het Portugese Académica Coimbra. Hij scoorde negen doelpunten in 41 officiële wedstrijden tijdens het seizoen 2012/13. Op 5 juli 2013 werd hij voor een transferbedrag van €750.000 verkocht aan Sporting CP. Hij tekende een vierjarig contract bij de hoofdstedelingen. Tijdens de eerste seizoenshelft van het seizoen 2013/14 scoorde hij 5 doelpunten uit 8 wedstrijden voor Sporting B in de Segunda Liga.

## Interlandcarrière
Cissé debuteerde op 11 september 2013 voor Guinee in een WK-kwalificatiewedstrijd tegen Egypte. Hij speelde de eerste 72 minuten. In zijn twee volgende interlands scoorde hij twee doelpunten.